# Entrée de la France dans la Première Guerre mondiale

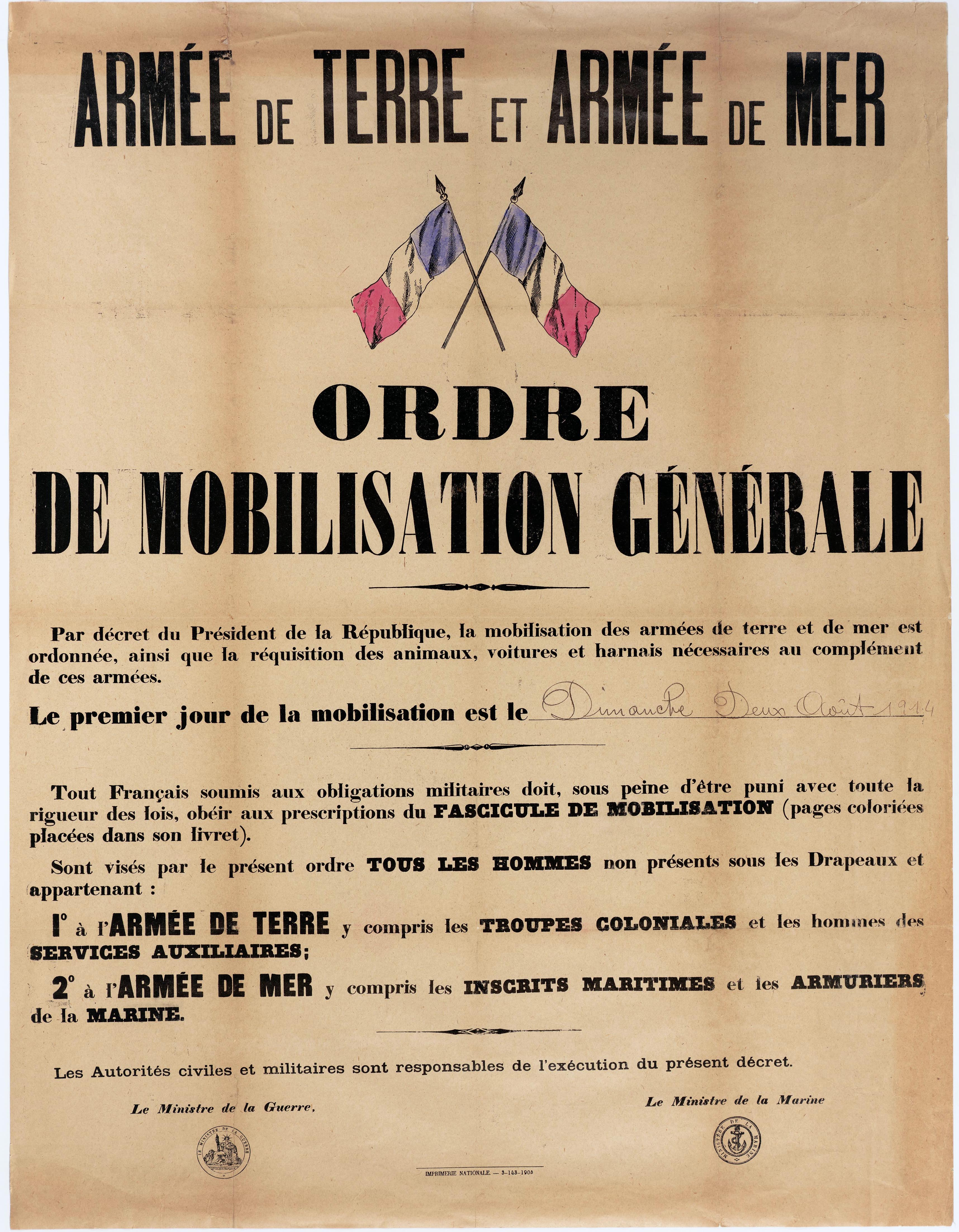
Ordre de mobilisation générale, 2 août 1914.

Cet article concerne la seule entrée en guerre de la France. Pour un article plus général, voir Première Guerre mondiale.
L'entrée de la France dans la Première Guerre mondiale a lieu le 3 août 1914 lorsque l'Allemagne lui déclare la guerre.
La Première Guerre mondiale est née d'un conflit entre deux alliances : la Triple Alliance d'une part, regroupant l'Allemagne, l'Autriche-Hongrie et l'Italie et la Triple-Entente d'autre part, composée quant à elle de la France, de la Russie et de la Grande-Bretagne. 
Le 28 juin 1914, à Sarajevo, Gavrilo Princip, un jeune nationaliste serbe originaire de Bosnie, assassine le couple héritier du trône austro-hongrois, le prince François-Ferdinand d'Autriche et son épouse Sophie Chotek, duchesse de Hohenberg. L'Autriche-Hongrie réagit à l'attentat en formulant un ultimatum à l'encontre du royaume de Serbie en accord avec son allié allemand. Les exigences austro-hongroises sont jugées inacceptables par les Serbes, ceux-ci rejettent l'ultimatum, ce qui conduit l'Autriche-Hongrie à déclarer la guerre à la Serbie. Ce conflit local provoque l'activation d'un jeu d'alliances entre les grandes puissances européennes qui les entraîne sur la voie de la guerre. 
La Russie décide d'intervenir pour protéger la Serbie, bien qu'il n'y ait aucun traité l'obligeant à le faire ; le tsar avait le soutien du président français, qui autrement n'était guère impliquée. La Russie mobilise son armée contre l'Autriche-Hongrie, la France en fait de même. L'Allemagne déclare ensuite la guerre à la Russie et à la France, et envahit la France par la Belgique. La Grande-Bretagne, qui avait un accord de coopération militaire et navale avec la France, mais aucune obligation conventionnelle formelle, estime que l'intérêt britannique exige une défense de la France. En revanche, la Grande-Bretagne avait une obligation conventionnelle envers la Belgique, argument utilisé comme raison officielle pour la déclaration de guerre britannique envers l'Allemagne. Le Japon, allié de la Grande-Bretagne, entre à son tour en guerre par pur opportunisme. Quant à l'Empire ottoman, il rejoint les puissances centrales.

## Plan diplomatique
À la fin des années 1880, la Ligue des trois empereurs de Bismarck est en plein désarroi ; bien que l'Allemagne reste étroitement alliée à l'Autriche-Hongrie, il y a des tensions croissantes entre la Russie et l'Autriche-Hongrie au sujet des Balkans. Irrité par le rôle de l'Autriche dans le traité de Berlin de 1878, qui force la Russie à se retirer de la Bulgarie, le tsar Alexandre III refuse de renouveler le traité en 1887.  Bismarck, dans l'espoir de rendre le tsar plus docile à ses souhaits, interdit aux banques allemandes de prêter de l'argent à la Russie. Les banquiers français remplacent rapidement les Allemands dans le financement de la Russie et contribuent à accélérer l'industrialisation russe. Bismarck a signe un traité de réassurance avec la Russie en 1887, mais après la chute de Bismarck du pouvoir en 1890, Kaiser William refuse la demande de la Russie de le renouveler.
L'avantage d'une alliance franco-russe était clair pour tous les Français : la France ne serait pas seule contre l'Allemagne, car elle promettait une guerre sur deux fronts. Des visites officielles ont été échangées entre les deux puissances en 1890 et 1891, et le tsar russe a salué l'hymne national français, La Marseillaise. L'alliance franco-russe est annoncée en 1894. Ce coup d'État diplomatique a été suivi d'un accord secret avec l'Italie, laissant les mains libres aux Italiens pour s'étendre à Tripoli (la Libye moderne, alors encore sous domination turque). En retour, l'Italie promet de rester non belligérante contre la France dans toute guerre future.
La France était en concurrence avec la Grande-Bretagne, et dans une moindre mesure avec l'Italie, pour le contrôle de l'Afrique. Il y avait des tensions constantes entre la Grande-Bretagne et la France sur les frontières entre leurs colonies africaines respectives comme la crise de Fachoda. Le ministre français des Affaires étrangères Théophile Delcassé était conscient que la France ne pouvait pas progresser si elle était en conflit avec l'Allemagne en Europe et la Grande-Bretagne en Afrique, et a ainsi rappelé le corps expéditionnaire du capitaine Marchand de Fashoda, malgré les protestations populaires. Cela a ouvert la voie à la Grande-Bretagne rejoignant la France dans la Première Guerre mondiale.
La visite d'Edouard VII à Paris en 1903 calme le sentiment anti-britannique en France et prépare la voie à l'Entente Cordiale. Au départ cependant, un accord colonial contre la politique étrangère agressive du Kaiser a approfondi plutôt que détruit le lien entre les deux pays. Les crises marocaines de 1905 et 1911 ont encouragé les deux pays à se lancer dans une série de négociations militaires secrètes en cas de guerre avec l'Allemagne. Cependant, le ministre britannique des Affaires étrangères, Edward Gray, se rend compte du risque que des petits conflits entre Paris et Berlin ne deviennent incontrôlables. Travaillant avec peu de supervision du Premier ministre ou du Cabinet britannique, Gray joue délibérément un rôle de médiateur, essayant de calmer les deux parties et de maintenir ainsi un équilibre pacifique des pouvoirs. Il refuse de prendre des engagements permanents envers la France. Il approuva les pourparlers d'état-major avec la France en 1905, suggérant ainsi, mais sans promettre, que si la guerre éclatait, la Grande-Bretagne favoriserait la France par rapport à l'Allemagne. En 1911, lors d'un deuxième affrontement franco-allemand au sujet du Maroc, Gray tente de modérer les Français tout en soutenant l'Allemagne dans sa demande d'indemnisation. Il y avait peu de risque que la Grande-Bretagne ait des conflits avec quiconque menant à la guerre. La Royal Navy est restée dominante dans les affaires mondiales et est restée une priorité de dépenses élevée pour le gouvernement britannique. L'armée britannique était petite, bien que des projets d'envoi d'un corps expéditionnaire en France aient été élaborés depuis les réformes Haldane. De 1907 à 1914, les armées française et britannique collaborent à des plans très détaillés pour mobiliser un corps expéditionnaire britannique de 100 000 combattants qui sera très rapidement déplacé en France et envoyé au front en moins de deux semaines. Gray a insisté sur le fait que la paix mondiale était dans le meilleur intérêt de la Grande-Bretagne et de l'Empire britannique. 
La France peut renforcer sa position en cas de guerre en formant de nouvelles alliances ou en enrôlant plus de jeunes hommes. Il a utilisé les deux méthodes. La Russie était fermement dans le même camp et la Grande-Bretagne était presque prête à la rejoindre. En 1913, la controversée "loi de trois ans" a prolongé la durée de la conscription pour les conscrits français de deux à trois ans. Auparavant, les jeunes hommes étaient en formation à 21 et 22 ans puis rejoignaient les réserves; à la suite de cette loi, ils furent en formation de 20 à 22 ans. 
Lorsque la guerre commence en 1914, la France ne peux gagner que si la Grande-Bretagne se joint à la France et à la Russie pour arrêter l'Allemagne. Il n'y a aucun traité contraignant entre la Grande-Bretagne et la France, et aucun engagement moral de la part des Britanniques à entrer en guerre au nom de la France. Le gouvernement libéral de Grande-Bretagne était pacifiste et également extrêmement légaliste, de sorte que la violation allemande de la neutralité belge - la traitant comme un bout de papier - a aidé à mobiliser les membres du parti pour soutenir l'effort de guerre. Les facteurs décisifs étaient doubles, la Grande-Bretagne se sent$ obligée de défendre la France et le gouvernement libéral réalise que s'il ne le fait pas, il s'effond soit dans une coalition, soit cède le contrôle au Parti conservateur plus militariste. L'une ou l'autre option ruinerait probablement le Parti libéral. Lorsque l'armée allemande a envahi la Belgique, non seulement la neutralité a été violée, mais la France a été menacée de défaite, de sorte que le gouvernement britannique est entré en guerre. 
La montée des tensions internationales et la course aux armements ont conduit à la nécessité d'augmenter la conscription de deux à trois ans. Les socialistes, menés par Jean Jaurès, croyaient profondément que la guerre était un complot capitaliste et ne pourrait jamais être bénéfique au travailleur. Ils ont travaillé dur pour faire échouer la proposition de conscription, souvent en coopération avec des pacifistes de la classe moyenne et des groupes de femmes, mais ont été mis en minorité. 

### Attitudes envers l'Allemagne

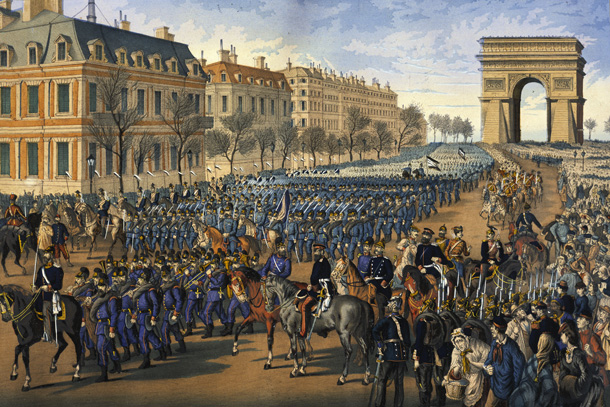
Les troupes allemandes défilent sur les Champs-Élysées à Paris après leur victoire dans la guerre franco-prussienne

La question pour la France est sa relation avec l'Allemagne. Paris est relativement peu impliqué dans la crise des Balkans qui déclenche la guerre, accordant peu d'attention à la Serbie, à l'Autriche ou à l'Empire ottoman. Cependant, une série de confrontations diplomatiques désagréables avec l'Allemagne tendent les relations. La défaite de 1870-71 tourmente le pays, en particulier du fait de la perte de l'Alsace-Lorraine. Le revanchisme français n'est pas une cause majeure de guerre en 1914 car il s'estompe après 1880. 

« Dans les années 1880, les relations franco-allemandes étaient relativement bonnes. Bien que la question de l'Alsace-Lorraine ait perdu de son importance après 1880, la croissance rapide de la population et de l'économie de l'Allemagne a laissé la France de plus en plus loin derrière. Il était évident que l'Allemagne pouvait aligner plus de soldats et construire plus d'armes lourdes. »

— JFV Keiger
Dans les années 1890, les relations sont restées bonnes puisque l'Allemagne a soutenu la France lors de ses difficultés avec la Grande-Bretagne au sujet des colonies africaines. Toute harmonie persistante, cependant, s'est effondrée en 1905 lorsque l'Allemagne a adopté une position agressivement hostile aux revendications françaises sur le Maroc. On parlait de guerre et la France renforçait ses liens avec la Grande-Bretagne et la Russie. Même les critiques de l'impérialisme français, comme Georges Clemenceau, étaient devenus impatients avec Berlin. Les discours de Raymond Poincaré en tant que Premier ministre en 1912, puis en tant que président en 1913-14, étaient tout aussi fermes et ont suscité un large soutien dans tout le spectre politique. 
Seuls les socialistes étaient résistants, avertissant que la guerre était un stratagème capitaliste et devait être évitée par la classe ouvrière. En juillet 1914, le dirigeant socialiste Jean Jaurès obtient un vote contre la guerre du Congrès du Parti socialiste français. 1 690 délégués ont soutenu une grève générale contre la guerre si les socialistes allemands emboîtaient le pas, avec 1 174 oppositions. Cependant Jaurès a été assassiné le 31 juillet et les partis socialistes en France et en Allemagne - ainsi que dans la plupart des autres pays - ont fortement soutenu leur effort de guerre national la première année, 

## Principaux acteurs

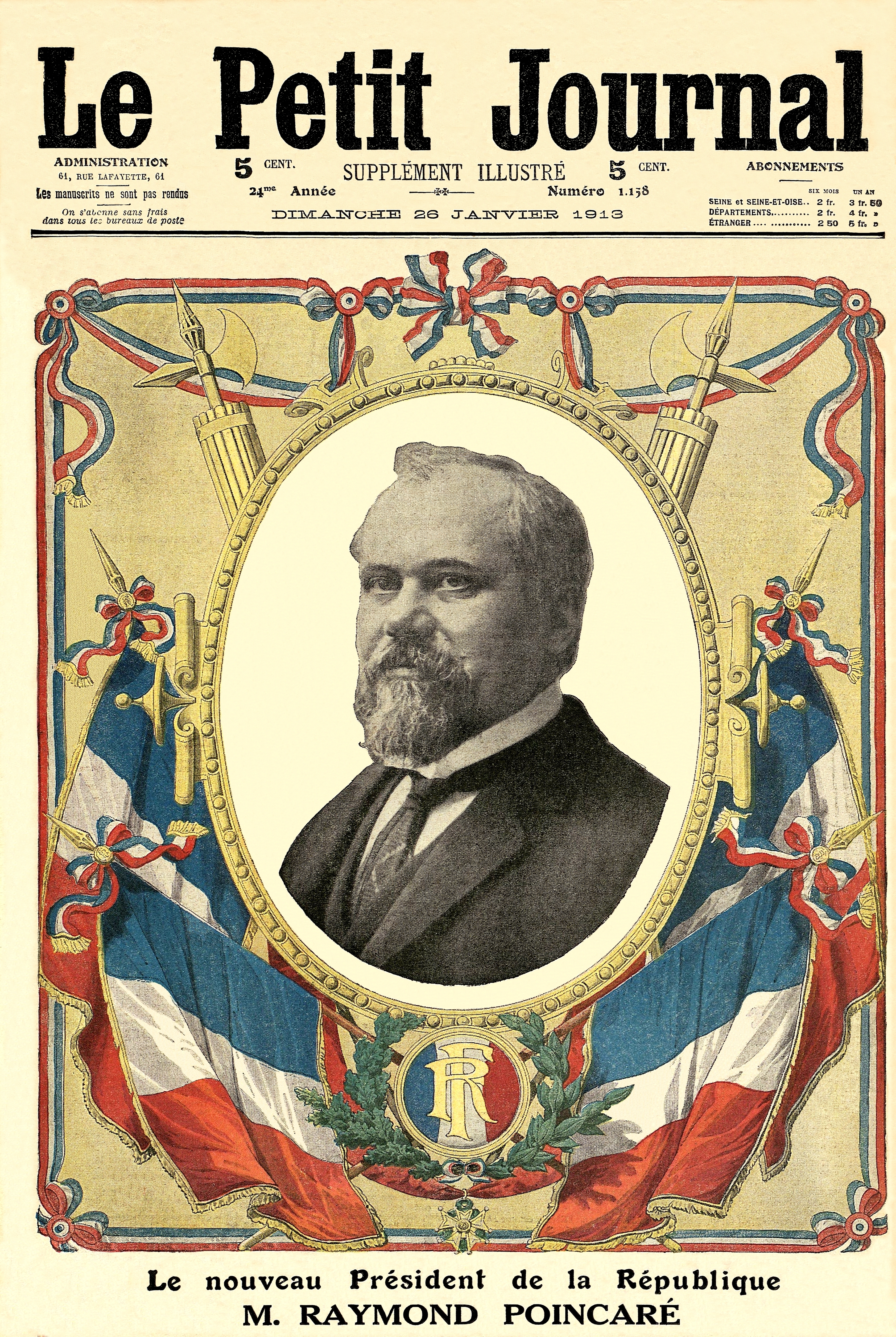
Poincaré élu président en 1913.

Comme dans toutes les grandes puissances, une poignée d'hommes prend les décisions critiques à l'été 1914. En tant qu'ambassadeur de France en Allemagne de 1907 à 1914, Jules Cambon a travaillé pour obtenir une détente amicale. Il était frustré par des dirigeants français tels que Raymond Poincaré, qui ont décidé que Berlin essayait d'affaiblir la Triple Entente de la France, de la Russie et de la Grande-Bretagne, et n'était pas sincère dans sa recherche de la paix. En dehors de Cambon, les dirigeants français croyaient que la guerre était inévitable. 
Le président Raymond Poincaré était le décideur le plus important, un avocat hautement qualifié avec une personnalité dominante et une haine pour l'Allemagne. Il prend de plus en plus en charge les affaires étrangères, mais est souvent indécis. René Viviani devient Premier ministre et ministre des Affaires étrangères au printemps 1914. C'était un modéré prudent, mais il était profondément ignorant des affaires étrangères et déconcerté par ce qui se passait. Les principales décisions étaient prises par le ministère des Affaires étrangères et de plus en plus par le président. L'ambassadeur en Russie, Maurice Paléologue, détestait l'Allemagne et rassurait la Russie que la France combattrait à ses côtés contre l'Allemagne. 
L'objectif politique central de Poincaré était de maintenir l'alliance étroite avec la Russie, qu'il réalisa par une visite d'une semaine à Saint-Pétersbourg à la mi-juillet 1914. Les dirigeants français et allemands surveillaient de près la montée rapide de la puissance et des capacités militaires et économiques russes. Pour les Allemands, cela a approfondi l'inquiétude souvent exprimée par le Kaiser que l'Allemagne était entourée d'ennemis dont la puissance augmentait. Une implication était que le temps était contre eux, et une guerre bientôt serait plus avantageuse pour l'Allemagne qu'une guerre plus tard. Pour les Français, il y avait une crainte croissante que la Russie devienne nettement plus puissante que la France et devienne plus indépendante de la France, revenant peut-être même à son ancienne alliance militaire avec l'Allemagne. L'implication était qu'une guerre pouvait plus tôt compter sur l'alliance russe, mais plus elle attendait, plus la probabilité d'une alliance russe avec l'Allemagne qui condamnerait la France était grande. 
Le 28 juin 1914, le monde fut surpris, mais pas particulièrement alarmé, par la nouvelle de l'assassinat de l'archiduc François-Ferdinand à Sarajevo. La crise de juillet débute le 23 juillet 1914 avec l'ultimatum austro-hongrois à la Serbie, contenant des termes brutaux destinés à inspirer le rejet. La crise n'a pas été causée par l'assassinat mais plutôt par la décision de Vienne de l'utiliser comme prétexte pour une guerre avec la Serbie que de nombreux gouvernements autrichiens et hongrois préconisaient depuis longtemps. Un an auparavant, il était prévu que le président français Raymond Poincaré se rende à Saint-Pétersbourg en juillet 1914 pour rencontrer le tsar Nicolas II. Le ministre des Affaires étrangères austro-hongrois, le comte Berchtold, décide qu'il est trop dangereux pour l'Autriche-Hongrie de présenter l'ultimatum alors que se déroule le sommet franco-russe. Il a décidé d'attendre que Poincaré soit à bord du cuirassé qui le ramènerait chez lui afin qu'il ne puisse pas facilement se coordonner avec la Russie. 
Au moment du sommet de Saint-Pétersbourg, il y avait des rumeurs mais peu de preuves tangibles que Vienne pourrait utiliser l'assassinat pour déclencher une guerre avec la Serbie. La guerre ne semblait pas imminente lorsque le président Poincaré et son nouveau Premier ministre René Viviani sont partis par bateau pour Saint-Pétersbourg le 15 juillet, sont arrivés le 20 juillet et sont rentrés chez eux le 23 juillet. Les réunions ont porté essentiellement sur la crise qui se déroule en Europe centrale. Bien que Viviani ait également été ministre des Affaires étrangères, il n'était pas familier avec les affaires étrangères et parlait peu. Poincaré était entièrement responsable du côté français des discussions. Tout au long de la visite, il était agressivement hostile envers l'Allemagne et se souciait peu de la Serbie ou de l'Autriche,. 
Les Français et les Russes sont convenus que leur alliance s'étendait au soutien de la Serbie contre l'Autriche, confirmant la politique déjà établie derrière le scénario de lancement des Balkans. Comme l'a noté Christopher Clark, « Poincaré était venu prêcher l'évangile de la fermeté et ses paroles étaient tombées sur des oreilles prêtes. La fermeté dans ce contexte signifiait une opposition intransigeante à toute mesure autrichienne contre la Serbie. À aucun moment, les sources ne suggèrent que Poincaré ou ses interlocuteurs russes aient réfléchi aux mesures que l'Autriche-Hongrie pourrait légitimement être en droit de prendre au lendemain des assassinats ». 
Vienne et Berlin voulaient toutes deux maintenir la confrontation localisée dans les Balkans afin que l'Autriche soit la seule grande puissance impliquée. Ils ont négligé de négocier sur ce point et ont même systématiquement trompé les adversaires potentiels. Ainsi, la remise de l'ultimatum autrichien à la Serbie a été délibérément programmée quelques heures après le départ de la délégation française de Russie le 23 juillet afin que la France et la Russie ne puissent pas coordonner leurs réponses. Il y avait une fausse hypothèse selon laquelle si la France était maintenue dans l'ignorance, elle aurait encore une influence modératrice et donc localiserait la guerre. 
C'est exactement le contraire qui s'est produit : sans coordination, la Russie a supposé qu'elle avait le soutien total de la France et l'Autriche a ainsi saboté ses propres espoirs de localisation. A Saint-Pétersbourg, la plupart des dirigeants russes ont senti que leur force nationale gagnait sur l'Allemagne et l'Autriche et qu'il serait donc prudent d'attendre qu'ils soient plus forts. Cependant, ils ont décidé que la Russie perdrait son prestige et perdrait sa chance de jouer un rôle de leadership fort dans les Balkans. Ils pourraient être plus forts dans une future confrontation, mais à présent ils avaient la France comme alliée, et l'avenir était imprévisible. Ainsi, le tsar Nicolas II décide de se mobiliser sur le flanc sud-ouest contre l'Autriche pour dissuader Vienne d'envahir la Serbie. 
Christopher Clark a déclaré : « La mobilisation générale russe [du 30 juillet] a été l'une des décisions les plus importantes de la crise de juillet. Ce fut la première des mobilisations générales. Il est venu au moment où le gouvernement allemand n'avait même pas encore déclaré l'état de guerre imminente". L'Allemagne se sentit désormais menacée et répondit par sa propre mobilisation et déclaration de guerre le 1er août 1914. 
Tous ces mouvements et contre-mouvements décisifs ont eu lieu alors que Poincaré retournait lentement à Paris à bord d'un cuirassé. Les tentatives de Poincaré à flot pour communiquer avec Paris ont été bloquées par les Allemands, qui ont brouillé les messages radio entre son navire et Paris. Lorsque l'ultimatum de Vienne a été présenté à la Serbie le 23 juillet, le gouvernement français était entre les mains du Premier ministre par intérim Jean-Baptiste Bienvenu-Martin, ministre de la Justice, peu familiarisé avec les affaires étrangères. Son incapacité à prendre des décisions exaspéra surtout le Quai d'Orsay (ministère français des Affaires étrangères). Le haut diplomate Philippe Berthelot s'est plaint que la France ne faisait rien alors que l'Europe était menacée par la perspective d'une guerre. Réalisant que Poincaré était pratiquement au secret, le commandement militaire français a commencé à donner des ordres en vue de sa propre mobilisation en défense contre l'Allemagne, et il a ordonné aux troupes françaises de se retirer 10 kilomètres (6,2 mi) de la frontière allemande n'évite pas d'être provocateur. Le plan de guerre français prévoyait une invasion immédiate de l'Alsace-Lorraine et ne s'attendait jamais à ce que la principale attaque allemande vienne immédiatement et vienne loin au nord, à travers la Belgique neutre. 
La France et la Russie ont convenu qu'il ne devait pas y avoir d'ultimatum. Le 21 juillet, le ministre russe des Affaires étrangères a averti l'ambassadeur d'Allemagne en Russie: "La Russie ne pourrait pas tolérer que l'Autriche-Hongrie utilise un langage menaçant envers la Serbie ou prenne des mesures militaires". Les dirigeants de Berlin ont écarté cette menace de guerre et n'ont pas transmis le message à Vienne pendant une semaine. Le ministre allemand des Affaires étrangères Gottlieb von Jagow a noté qu '"il y aura certainement des fanfaronnades à Saint-Pétersbourg". Le chancelier allemand Theobald von Bethmann-Hollweg a déclaré à son assistant que la Grande-Bretagne et la France ne savaient pas que l'Allemagne entrerait en guerre si la Russie se mobilisait. 
Le politologue James Fearon a fait valoir à partir de cet épisode que les Allemands pensaient que la Russie exprimait un plus grand soutien verbal à la Serbie qu'elle ne fournirait réellement pour faire pression sur l'Allemagne et l'Autriche-Hongrie pour qu'elles acceptent certaines demandes russes dans les négociations. Pendant ce temps, Berlin minimisait son soutien réel à Vienne pour éviter d'apparaître comme l'agresseur, ce qui aliénerait les socialistes allemands.

## Le rôle passif de la France
La France n'a joué qu'un petit rôle largement passif dans la crise diplomatique de juillet 1914. Ses principaux dirigeants étaient hors du pays et pour la plupart hors de contact avec les informations de dernière minute du 15 juillet au 29 juillet, lorsque la plupart des décisions critiques ont été prises,.  L'Autriche et l'Allemagne ont délibérément agi pour empêcher les dirigeants français et russes de communiquer au cours de la dernière semaine de juillet. Mais cela faisait peu de différence car la politique française de soutien ferme à la Russie avait été verrouillée. L'Allemagne s'est rendu compte qu'une guerre avec la Russie signifiait une guerre avec la France, et ses plans de guerre prévoyaient donc une attaque immédiate contre la France - via la Belgique - dans l'espoir d'une victoire rapide avant que les Russes lents ne deviennent un facteur. La France a été un acteur militaire et diplomatique majeur avant et après la crise de juillet, et chaque puissance a été très attentive à son rôle. L'historien Joachim Remak dit :
« La nation qui... peut encore être tenue pour la moins responsable du déclenchement de la guerre est la France. Il en est ainsi même si nous gardons à l'esprit toutes les révisions des jugements historiques, et toutes les révisions de ces révisions, auxquelles nous avons maintenant eu droit.... Les Français, en 1914, sont entrés en guerre parce qu'ils n'avaient pas d'alternative. Les Allemands les avaient attaqués. L'histoire peut parfois être très simple ». 
Alors que d'autres pays publiaient des recueils de correspondance diplomatique, cherchant à établir la justification de leur propre entrée dans la guerre, et blâmaient d'autres acteurs pour le déclenchement de la guerre quelques jours après le déclenchement des hostilités, la France s'est retenue. Le premier de ces livres en couleur à paraître fut le Livre blanc allemand qui parut le 4 août 1914, le même jour que la déclaration de guerre de la Grande-Bretagne  mais la France s'abstint pendant des mois, ne publiant le Livre jaune français qu'en réponse le 1er décembre 1914,.

### Dirigeants ayant participé à la Première Guerre mondiale
- Raymond Poincaré – Président de la France
- René Viviani - Premier ministre français (13 juin 1914 - 29 octobre 1915)
- Aristide Briand - Premier ministre français (29 octobre 1915 - 20 mars 1917)
- Alexandre Ribot - Premier ministre français (20 mars 1917 - 12 septembre 1917)
- Paul Painlevé - Premier ministre de la France (12 septembre 1917 - 16 novembre 1917)
- Georges Clemenceau - Premier ministre français (à partir du 16 novembre 1917)
- Général (plus tard maréchal) Joseph Joffre - Commandant en chef de l'armée française (3 août 1914 - 13 décembre 1916)

## Bibliographie

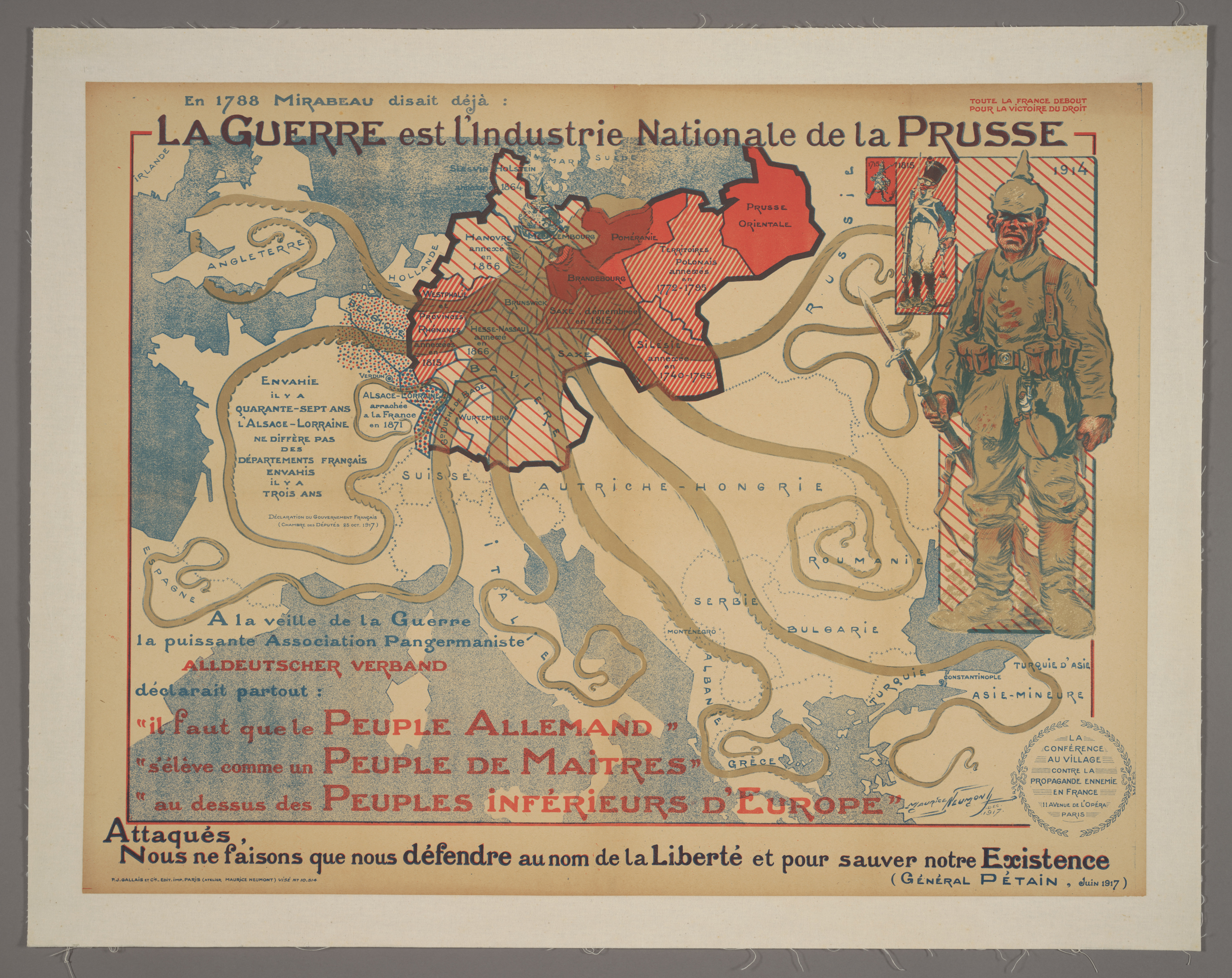
Une affiche de propagande française de 1917 dépeint la Prusse comme une pieuvre étendant ses tentacules en lice pour le contrôle. Il est légendé d'une citation du XVIIIe siècle : "Même en 1788, Mirabeau disait que la guerre est l'industrie nationale de la Prusse."

### Historiographie
- Cornelissen, Christoph et Arndt Weinrich, éd. Écrire la Grande Guerre - L'historiographie de la Première Guerre mondiale de 1918 à nos jours (2020) téléchargement gratuit ; couverture complète pour les principaux pays.
- Hewittson, Mark. "L'Allemagne et la France avant la Première Guerre mondiale: une réévaluation de la politique étrangère de Wilhelmine." Revue historique anglaise 115.462 (2000) : 570-606 ; soutient que l'Allemagne avait un sentiment croissant de supériorité militaire. en ligne
- Horne, John, éd. A Companion to World War I (2012) 38 sujets d'essais par des universitaires
- Kramer, Alan. "Historiographie récente de la Première Guerre mondiale - Partie I", Journal of Modern European History (février 2014) 12 # 1 pp 5–27; "Historiographie récente de la Première Guerre mondiale (Partie II)", (mai 2014) 12 # 2 pp 155–174.
- Loez, André et Nicolas Mariot. "Le centenaire de la Grande Guerre : premier tour d'horizon historiographique." Revue française de science politique (2014) 64#3 512-518. en ligne
- Mombauer, Annika. « Culpabilité ou responsabilité ? Le débat de cent ans sur les origines de la Première Guerre mondiale." Central European History 48.4 (2015): 541-564.
- Mulligan, William. "Le procès continue: nouvelles orientations dans l'étude des origines de la Première Guerre mondiale." Revue historique anglaise (2014) 129 # 538 pp: 639–666.
- Hiver, Jay. et Antoine Prost éd. La Grande Guerre dans l'histoire : débats et controverses, de 1914 à nos jours (2005)

### Sources primaires
- Albertini, Louis. Les origines de la guerre de 1914 (3 vol 1952). vol 3 pages 66–111.
- Gooch, GP Révélations récentes de la diplomatie européenne (1928) pp 269–330.
- États-Unis. Département de guerre État-major général. Force et organisation des armées de France, d'Allemagne, d'Autriche, de Russie, d'Angleterre, d'Italie, du Mexique et du Japon (montrant les conditions en juillet 1914) (1916) en ligne
- Principaux documents de 1914 de BYU en ligne